# We Five
We Five was een Amerikaanse folkrockband uit San Francisco.

## Bezetting
Het ensemble speelde akoestische gitaren, elektrische gitaar en bas en zong multi-part harmonieën. De originele bezetting van het kwintet, die is voortgekomen uit de band The Ridgerunners, omvatte:
- Michael Stewart[4] (1945-2002, baritonbas, 5-snarige banjo, 6-snarige akoestische gitaar, 9-snarige versterkte gitaar)
- Beverly Bivens[5] (1946-heden, laag-contralto tot hoog sopraan, ritmegitaar)
- Jerry Burgan[6] (tenor, 6-snarige akoestische gitaar)
- Pete Fullerton[7] (tenor, akoestische- en Fenderbas)
- Bob Jones[8] (1947-2013, bariton-tenor, 6-snarige elektrische jazzgitaar, 12-snarige elektrische gitaar)

## Geschiedenis

### 1965 tot 1970
Michael Stewart formeerde We Five op na zijn afstuderen aan de Pomona Catholic High School en het bijwonen van het Mt. San Antonio College. Hij was de broer van John Stewart van The Kingston Trio en kwam uit Claremont (Californië). Toen Michael in 1964 student was aan de University of San Francisco, formeerde hij We Five als een kwartet, hoewel er al snel een ander lid aan werd toegevoegd. De band speelde volwassen rock-'n-roll, pop jazz, Broadway-showmelodieën en Disney-melodieën. Stewart deed alle arrangementen, variërend van My Favourite Things, in een stijl die Bach weerspiegelde, tot Very Merry Un-birthday. Hij stak verschillende extra uren in het werken aan arrangementen, nadat de vijf bandleden vijf of zes uur per dag samenwerkten.
A&M Records, eigendom van Herb Alpert, reageerde op de nieuwe populariteit van folk en rockmuziek door nieuwe artiesten vanaf 1965 toe te voegen aan de bestaande bezetting van middenwegmateriaal, dat werd getoond door Alperts Tijuana Brass, de Baja Marimba Band en Brasil '66. Naast We Five bracht Alperts label albums uit van Boyce & Hart, The Garden Club, Chris Montez en The Merry-Go-Round. Het eerste album van We Five produceerde de grote hit met het titelnummer You Were on My Mind, Stewarts herschikking van het Ian & Sylvia-nummer. Stewart bracht verschillende wijzigingen aan in de oorspronkelijke compositie van Sylvia Tyson en het nummer ging rechtstreeks naar de Billboard Top 5 in 1965. Het verkocht meer dan een miljoen exemplaren en kreeg een gouden plaat. De tweede single van de band was een arrangement van de populaire folksong Let's Get Together van The Kingston Trio, die nummer 31 bereikte in de Billboard Hot 100 (en later een Top 5-hit en een miljoenenseller voor The Youngbloods werd als Get Together).
In februari 1966 werd We Five genomineerd voor een Grammy Award voor «het beste optreden van een vocale groep» (voor You Were on My Mind), onder andere tegen The Beatles, maar ze verloren de prijs aan het Anita Kerr Quartet. Ze waren ook de eerste commerciële folkrock-artiesten die muziek opnamen voor Coca-Cola. De band voegde John Chambers toe als toerende drummer, zodat hij na zijn hit kon toeren. Na het afronden van hun tweede album Make Someone Happy besloot leadzangeres Beverly Bivens later in 1966 de band te verlaten. Om verder te gaan, verving We Five Bivens door Debbie Graf Burgan (vrouw van gitarist Jerry Burgan) en voegde de fulltime drummer Mick Gillespie toe voor live optredens. In datzelfde jaar sloeg de band de gelegenheid af om het nummer Daydream Believer van John Stewart op te nemen, dat een internationale hit werd voor The Monkees.
We Five was een van de artiesten die deelnamen aan een voorlopige voorziening van het Hooggerechtshof van Los Angeles in april 1968. Het bevelschrift verbood bootlegging van A&M-artiesten, waaronder de Tijuana Brass en The Sandpipers. De actie was gericht tegen Superba Tapes, Inc. uit Lancaster (Californië). Het bedrijf had banden van de opnamen gekopieerd en verkocht aan het publiek zonder royalty's aan de artiesten te betalen. De band zou twee albums opnemen met Debbie Burgan als leadzangeres, in 1969 Return of the We Five voor A&M Records en in 1970 Catch the Wind voor Vault Records. Geen van beide albums kon evenaren aan het succes van het eerdere Bivens-materiaal. In 1970 stopten Stewart, Jones en Fullerton allemaal met We Five, waardoor de oorspronkelijke band uit elkaar viel.

## Verdere activiteiten
Nadat We Five uit elkaar gingen, leidden Debbie Graf en Jerry Burgan een bandversie die doorging tot 1977. Deze band nam in 1977 nog het album Take Each Day as It Comes op voor AVI Records, voordat ze ook ontbonden. Van 1977 tot 1981 traden Jerry en Debbie op als The Burgans, ondersteund door bassist Paul Foti. Verschillende bandversies met de Burgans zijn de volgende 30 jaar bij elkaar gebleven. The Burgans droegen in maart 2009 bij aan het origineel nummer For Old Times, een online-roman-met-muzieknummers getiteld Alt. Country, gepland om te verschijnen op de website van auteur Alan Rifkin. Bob Jones was ook lid van de huidige bandversie, die nu officieel bekend staat als We Five Folk Rock Revival. Hij overleed aan pancreaskanker op 24 juli 2013. Latere edities van de band omvatten ook Frank Denson, die muziek ging schrijven voor televisieprogramma's, waaronder Magnum, P.I., Tales of the Gold Monkey en Blossom, plus tussen 1968 en 1970 de drummer Mick Gillespie.
Peter Fullerton verliet de muziekbusiness in 1970 om daklozen en behoeftigen te helpen: hij is de oprichter van de in Californië gevestigde organisatie Truck of Love. Michael Stewart verscheen van 1978 tot 1989 af en toe met We Five. Hij werd platenproducent (vooral voor Billy Joel) en een baanbrekende ontwikkelaar van MIDI-muzieksoftware. Hij overleed op 13 november 2002 op 57-jarige leeftijd als gevolg van een langdurige ziekte. Stewarts zoon, muzikant Jamie Stewart, heeft meerdere keren beweerd dat zijn vader in feite zelfmoord pleegde, hoewel dit niet is bevestigd. In 2009, na vele jaren van afzondering, zong Beverly Bivens bij de opening van een tentoonstelling, opgezet door de Performing Arts Library & Museum in San Francisco, van het rockcircuit in het Bay-gebied tijdens de jaren 1960 tot begin jaren 1970.
There Stands the Door - The Best of We Five werd in 2009 uitgebracht door Big Beat Records (CDWIKD 286). De compilatie omvatte selecties uit beide albums plus verschillende niet-uitgebrachte opnamen van de oorspronkelijke band. Deze collectie dankt zijn naam aan de We Five-single waarvan Jerry Burgan constateert dat hij net de trend van de raga-rock heeft gemist. Wounds to Bind: A Memoir of the Folk-Rock Revolution, een herinnering van Jerry Burgan met de geboorte van folkrock en de daaropvolgende ineenstorting van de oorspronkelijke band, met co-auteur Alan Rifkin en een voorwoord van Sylvia Tyson, werd in april 2014 gepubliceerd door Rowman & Littlefield. Op 25 juni 2019 vermeldde The New York Times Magazine We Five tussen honderden kunstenaars wier materiaal naar verluidt werd vernietigd in de Universal Fire van 2008.

## Discografie

### Singles
- 1965:	You Were on My Mind / Small World (A&M Records)
- 1965: Let's Get Together / Cast Your Fate to the Wind (A&M Records)
- 1966:	You Let a Love Burn Out / Somewhere Beyond the Sea (A&M Records)
- 1966: There Stands the Door/ Somewhere (A&M Records)
- 1966: The First Time / What's Goin' On (A&M Records)
- 1967:	High Flying Bird / What Do I Do Now? (A&M Records)
- 1969:	Walk on By / It Really Doesn't Matter (A&M Records)
- 1970:	Never Going Back / Here Comes the Sun (Vault Records)
- 1971:	Catch the Wind / Oh Lonesome Me (Vault Records)
- 1973:	Natural Way / Seven Day Change (MGM Records)

### Albums
- 1965:	You Were on My Mind (A&M Records)
- 1967:	Make Someone Happy (A&M Records)
- 1969:	The Return of the We Five (A&M Records)
- 1970:	Catch the Wind (Vault Records)
- 1977:	Take Each Day as It Comes (Avi Records)
- 2009:	There Stands the Door: The Best of the We Five (Big Beat Records)